# 가와시리촌 (가나가와현)
가와시리촌(일본어: 川尻村)은 일본 가나가와현 쓰쿠이군에 있던 촌이다. 현재의 사가미하라시 미도리구의 일부에 해당한다.

## 역사
- 1889년 4월 1일 - 정촌제 시행에 의해 가와시리촌이 단독으로 촌제를 시행하였다.
- 1955년 4월 1일 - 쇼난촌 및 미사와촌의 일부와 합병해, 쓰야마정이 성립하여, 동일 가와시리촌은 폐지되었다.
- 2006년 3월 20일 - 쓰야마정이 사가미하라시에 편입되었다.
- 2010년 4월 1일 - 사가미하라시가 정령지정도시로 이행해, 구촌은 미도리구가 되었다.

## 참고 문헌
- 角川日本地名大辞典編纂委員会,『角川日本地名大辞典 神奈川県』1984, 角川書店
- 相模原市ホームページ 住居表示実施地区の新旧対照表・旧新対照表(2018年1月7日 아카이브) - 일본 국립국회도서관 Web Archiving Project